# Ytterforward (ishockey)

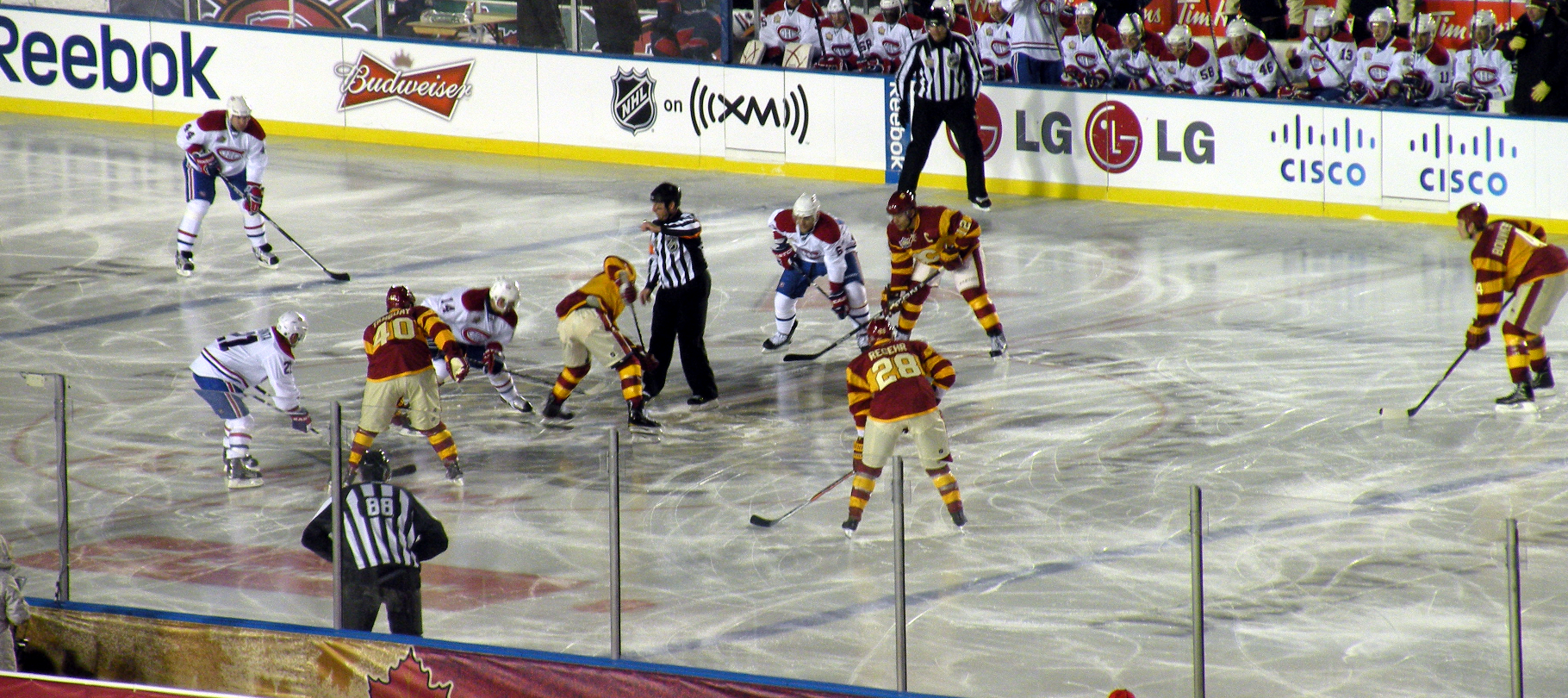
Calgary Flames mot Montreal Canadiens i 2011 års Heritage Classic. Spelarna som står höger respektive vänster om centerforwarden är ytterforwards (högerforward respektive vänsterforward)

Ytterforward (YF) är ett samlingsnamn för anfallspositionerna som är placerade mellan centern/centerforwarden och sargen (avskiljaren mellan isen/spelplanen och publiken) i ishockey.
- Vänsterforward (VF) är en anfallsspelare med utgångspunkt till vänster om centern/centerforwarden i anfallsriktningen.[1]
- Högerforward (HF) är en anfallsspelare med utgångspunkt till höger om centern/centerforwarden i anfallsriktningen.[2]

Anfallsspelare som är klassificerad som ytterforward, kan behärska båda två positionerna.